# Académie d'Ikalto

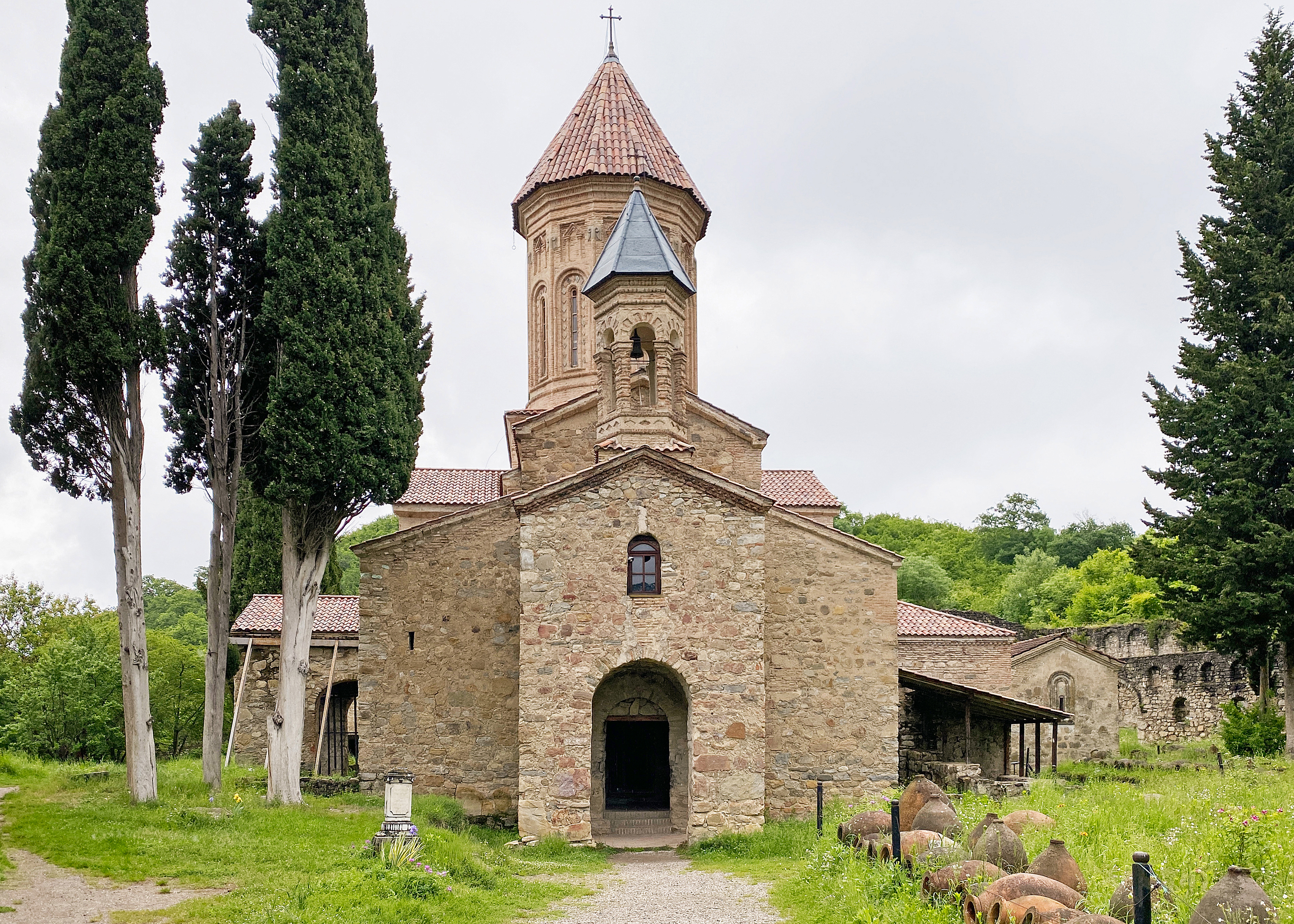
L'église Khvtaéba d'Ikalto

L'académie ou monastère d'Ikalto (en géorgien იყალთო), situé près de Telavi en Kakhétie, fut, au Moyen Âge, l'une des deux plus importantes académies de Géorgie.

## Situation
L'académie d'Ikalto se trouve dans une profonde vallée des monts de Gombori en Géorgie orientale à environ 8 km à l'ouest-nord-ouest de Telavi, dans un site paisible entouré de cyprès.

## Histoire
Le monastère fut fondé au VIe siècle par Zénon, l'un des 13 pères syriens qui évangélisèrent la Géorgie et devint rapidement, avec celui de Guélati en Iméréthie, l'une des deux plus importantes académies de Géorgie, centre important de transmission du savoir et des sciences. On y enseignait la rhétorique, la géographie, la géométrie, la philosophie, la théologie, etc. et le grand poète Chota Roustaveli y aurait étudié.

## État actuel
Gravement endommagé en 1616 par les troupes du chah iranien Abbas, le site a conservé des traces de ses trois églises et de son académie.
L'église principale, dénommée Khvtaéba, date des VIIIe et IXe siècles et contient la sépulture de Zénon. En 2010, elle est en cours de restauration. Une coupole en briques datant du XIXe siècle lui a été ajoutée. La petite église de la Trinité (Samebà), datant du VIe siècle, est en bon état de conservation. La troisième église, une basilique des XIIe et XIIIe siècles est en ruines, de même que l'académie dont de hauts murs sont toutefois conservés.

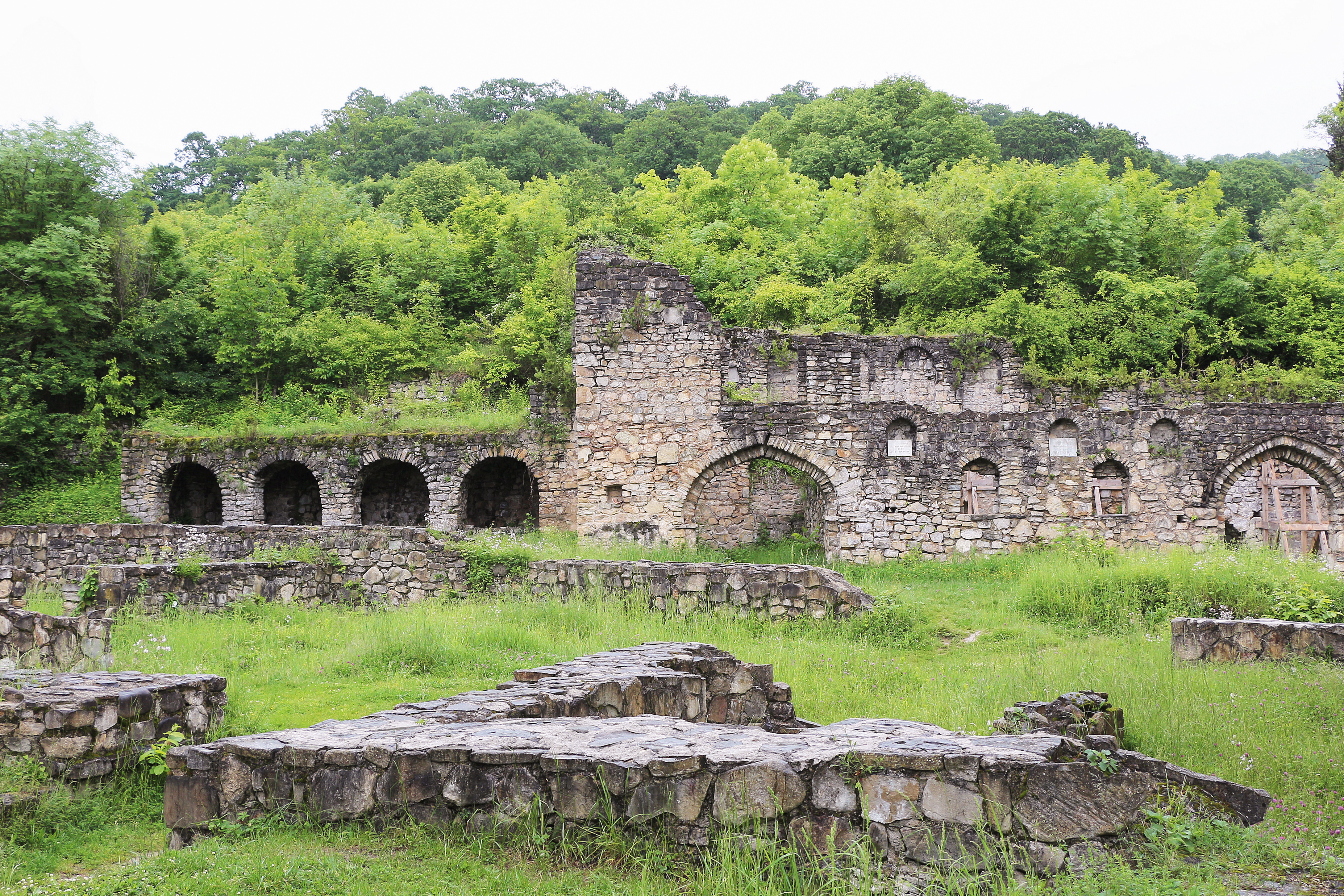
Académie d'Ikalto
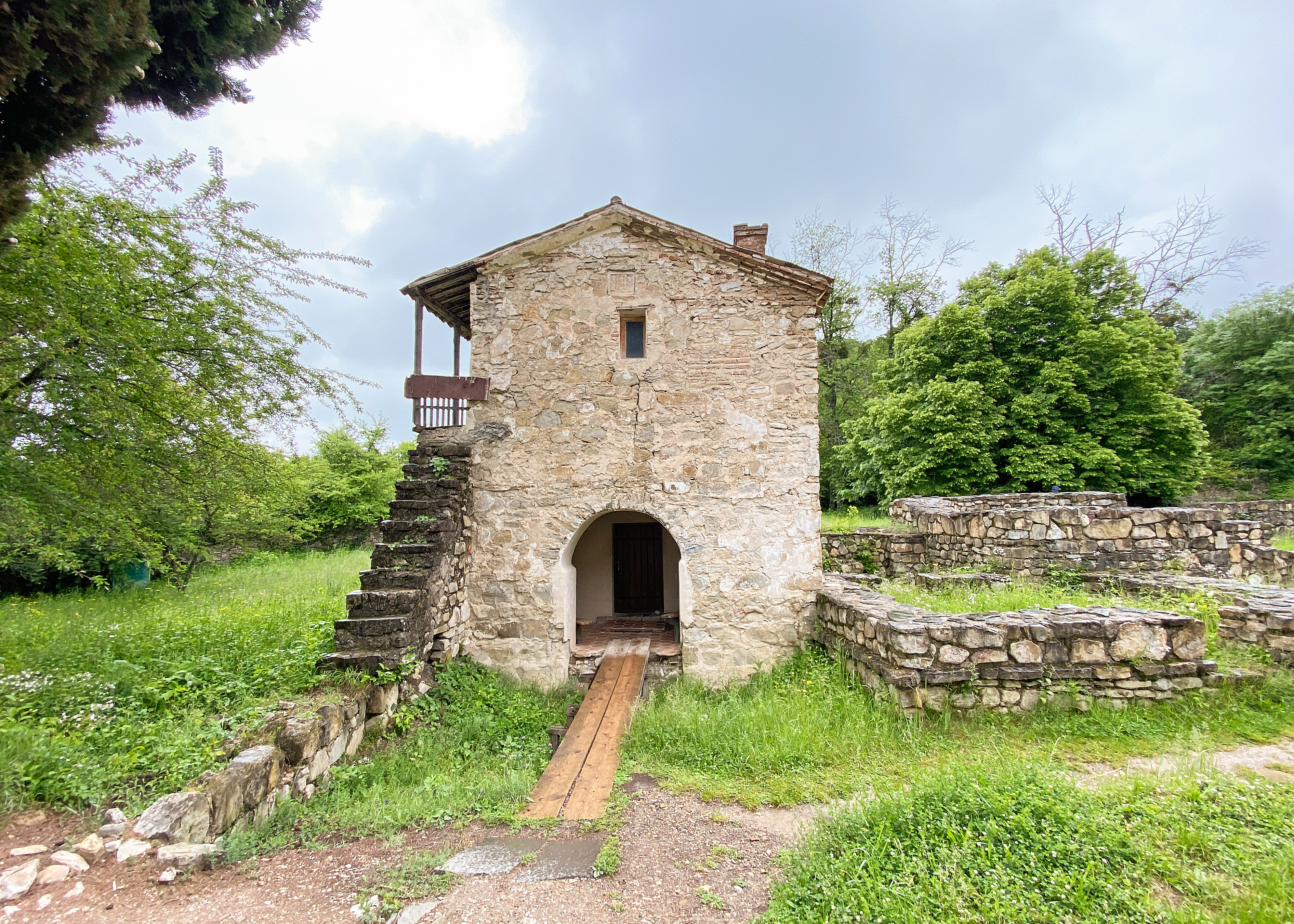
Église de la Sainte Trinité
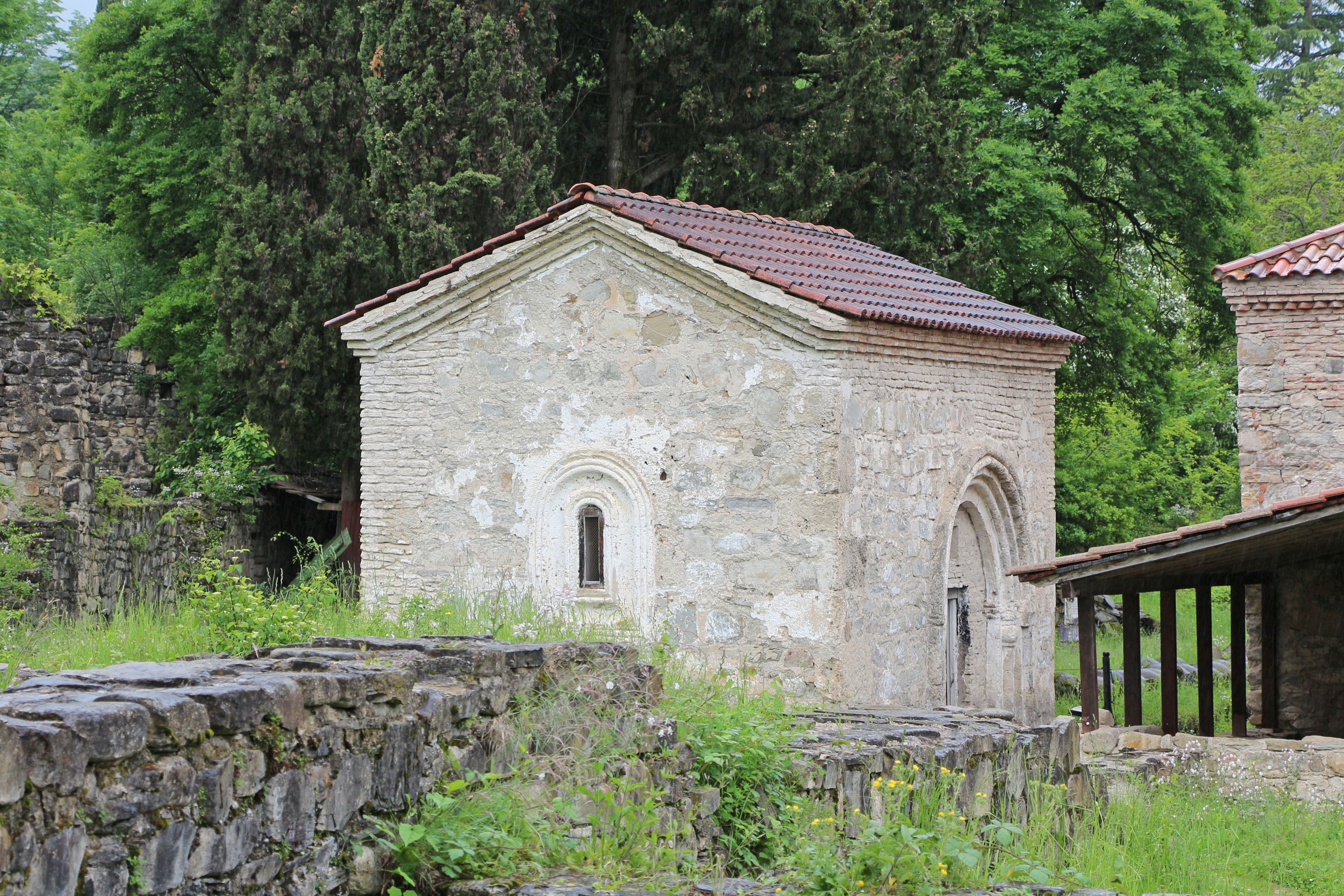
Chapelle de la Mère de Dieu
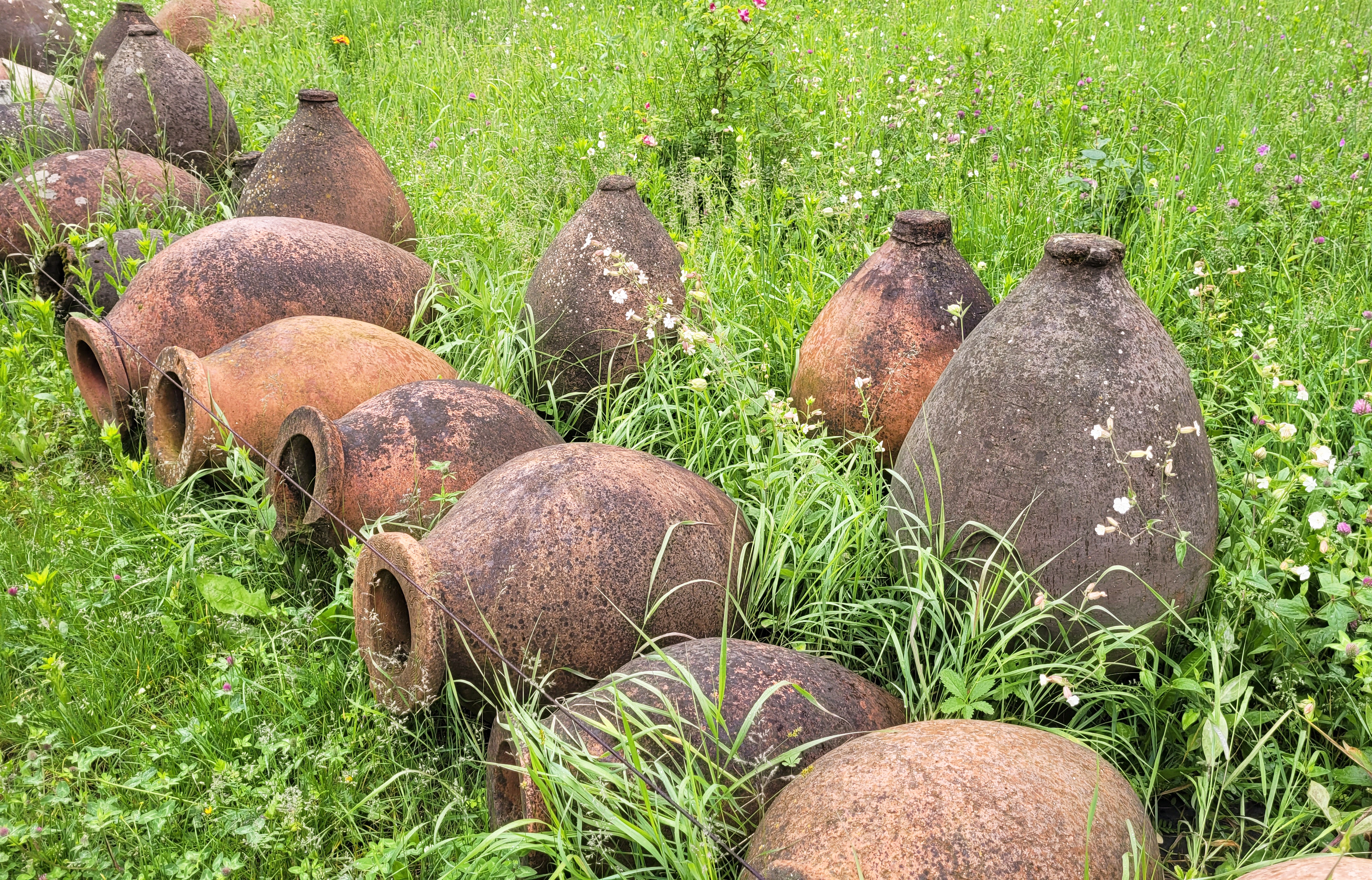
Kvevris au monastère d'Ikalto
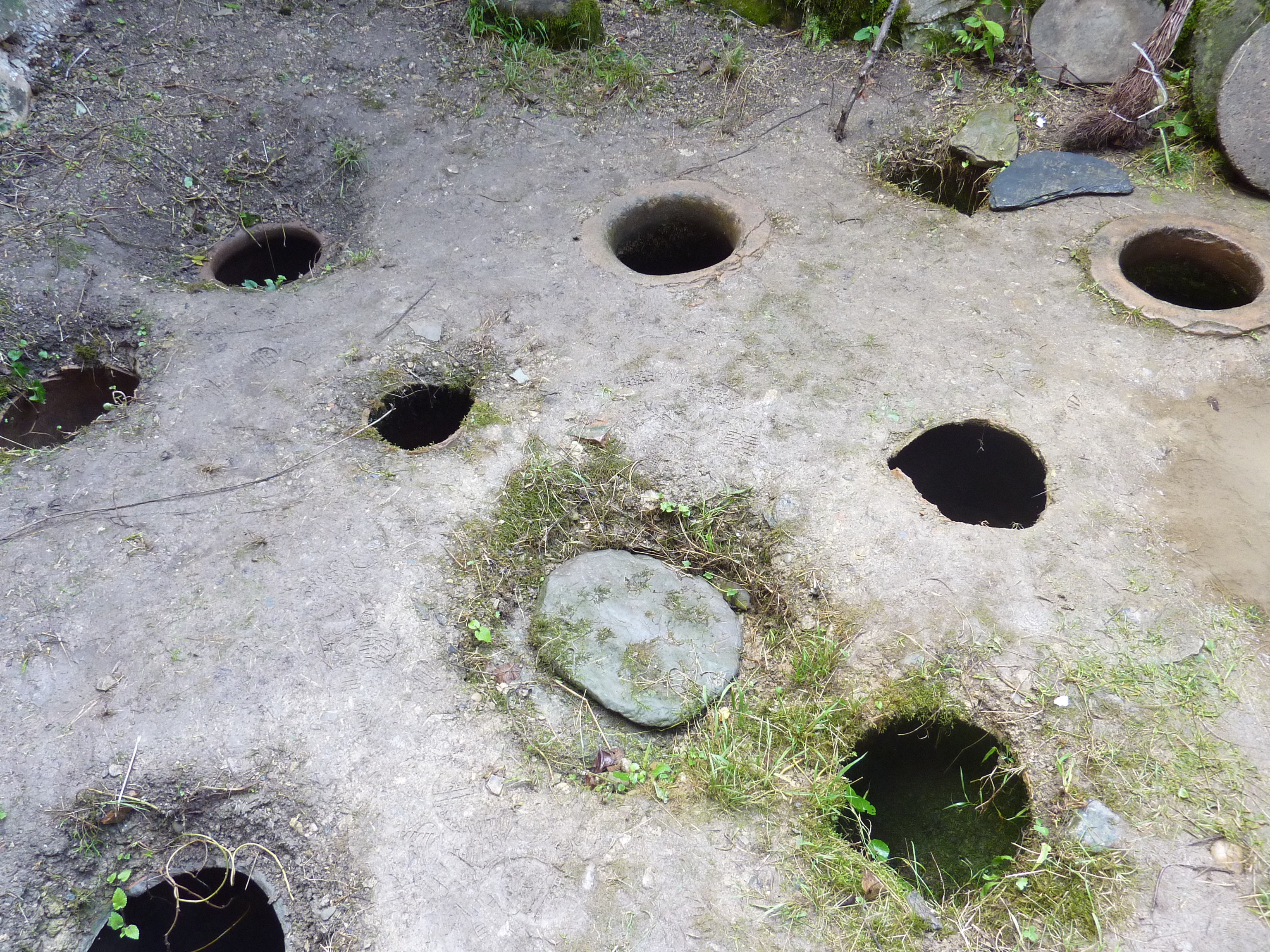
Outres enterrées pour entreposer le vin